# حشيشة المبارك الخشنة
حشيشة المبارك الخشنة (الاسم العلمي:Geum hispidum) هي نوع من النباتات تتبع جنس حشيشة المبارك من الفصيلة الوردية.